# داون 'ن' آوتز
داون 'ن' آوتز (بالإنجليزية: Down 'n' Outz)‏، هي فرقة إنجليزية مكونة من أعضاء من ديف ليبارد، وذا كوايربويز، وراو غلوري. تقوم الفرقة بتقليد فرق وفنانين متعلقين بموت ذا هوبل بما فيها موت، وبريتيش لايونز، وإيان هنتر. أُصدر أول ألبومات الفرقة، ماي ريجينيريشن عام 2010، وتبعه إصدار دي في دي لعرض الفرقة في هامرسميث أوديون. أُصدر ألبوم الاستوديو الثاني للفرقة، ذا فرذر أدفنشرز أوف... في أبريل 2014.

## تاريخ
أُنشئت الفرقة على يدي مغني ديف ليبارد جو إليوت، وعازف الطبول اللندني فيل مارتيني، وروني غاريتي من راو غلوري، وبول غويرين وغاي غريفين وكيث واير من ذا كوايربويز، لافتتاح عرض موت ذا هوبل في آخر ليلة من جولة المجموعة في هامرسميث أبولو بلندن عام 2009. قررت الفرقة لاحقاً تسجيل ألبوم، من إنتاج إليوت ورونان مكهيو، والذي سُجل في استوديو إليوت الشخصي يمع تسجيل المسارات الأولي في استوديو مور هول بدفوردشاير من قِبل المهندس كريس كورني. نسخة العشر أغان من الألبوم، ماي ريجينيريشن، صارت متاحة مع نسخة 23 يونيو 2010 من مجلة كلاسيك روك، قبل إصدار الألبوم الكامل في 13 يوليو من نفس العام.
ظهرت الفرقة في مهرجان هاي فولتيج 2010، وأطلقت بيرتها الخاصة، وأعلنت أيضاً أنها ستغني مع بول رودجرز في أبريل 2011 كفاتحي العرض في جولته البريطانية.
في مقابلة مع جو إليوت لبرنامج التلفاز الأيرلندي أيرلند أيه إم، كشف المغني أن تواريخ الدعم لم يكن مقدراً لها الحدوث، وإنما حدثت فقط بعد إلحاح رودجرز. مع ذلك، فإن داون 'ن' آوتز قامت بأداء رئيسي سري في 13 أبريل 2011 في هولمفيرث.
أصدرت الفرقة دي في دي، داون 'ن' آوتز: لايف أت هامرسميث أوديون، والذي سُجل مباشراً عندما افتتحت داون 'ن' آوتز عرض موت ذا هوبل في أكتوبر 2009. قام لي فورد بإخراج الدي في دي، وكان فورد أيضاً قد قام بتصوير الترويجات لكل من إنجلاند روك، وأوفرنايت إينجلز، وروك ن رول كوين.
في مارس 2011، كشفت الفرقة عن افتراقها مع روني غاريتي، ونوت نشر المحتوى الأصلي من ألبومها الثالث، وليس الرابع.
في 21 أبريل 2014، أصدرت الفرقة ألبومها الثاني، ذا فرذر أدفنشرز أوف...، والذي تلقى ترحيباً مع مراجعات جيدة، حيث صرحت مجلة كلاسيك روك بأن الألبوم رفع المستوى المقبول لتلقيدات موت ذا هوبل بالإضافة لإعطاء الأغاني حياة جديدة، «حيث أن الكلاسيكيات تستحق جمهوراً جديداً».
في 29 مايو، أتبعت الفرقة إصدار ألبومها الثاني بالعرض الأول لفيديو أغنيتها المنفردة الأولى «روك ن رول كوين» على بيلبورد.كوم.
في 9 يونيو 2014، أعلنت داون 'ن' آوتز أنها ستكون ضيفاً خاصاً على المنصة الرئيسية في «بلانيت روكستوك» لإذاعة بلانيت روك في 6 ديسمبر حديقة بارك دين للأعياد في خليج تريكو، بورثكول، ويلز. انضمت الفرقة لفاندربيرغز مونكينغز، وماغنوم، وذا كاديلاك ثري، وتاكس ذا هيت، وفودو سيكس من بين آخرين.
في 29 يوليو 2014، أصدرت داون 'ن' آوتز أغنيتها المنفردة الثانية «وان أوف ذا بويز»، والتي كانت في الأصل أغنية الوجه الثاني لأغنية موت ذا هوبل المنفردة «أول ذا يونغ دودز». وصلت الأغنية المنفردة لأفضل 10 في قائمة إذاعة كلاسيك روك الأمريكية.
من أجل التزامن مع جولتها البريطانية في ديسمبر، أصدرت الفرقة أغنيتها المصورة للأغنية «سي دايفر»، والتي كانت أغنية إضافية مأخوذة من إصدار الآي تيونز لألبومها المشاد به، ذا فرذر أدفنشرز أوف.... في ديسمبر 2014، انطلقت الفرقة في جولتها البريطانية ذات العشرة تواريخ لدعم الألبوم الجديد.

## ديسكوغرافيا
- ماي ريجينيريشن (2010)[2]
- لايف أت هامرسميث أبولو (2011)[3]
- ذا فرذر أدفنشرز أوف... (2014)[3]

## وصلات خارجية
- داون 'ن' آوتز على موقع ميوزك برينز (الإنجليزية)

- الموقع الرسمي